# جبال قنطبرية
تعد جبال قنطبرية أو قنتبرية كنتبرية أو جبال كانتابريا (بالإنجليزية: Cantabrian Mountains)‏ أحد الأنظمة الرئيسية لسلاسل الجبال في إسبانيا. تمتد لأكثر من 300 كيلومتر (180 ميلاً) عبر شمال إسبانيا، من الحد الغربي لجبال البرانس إلى الجاليكية ماسيف في جليقية، على طول ساحل بحر قنطبرية. يلتقي أقصى الشرق مع Sistema Ibérico.
هذه الجبال هي مقاطعة فيزيوغرافية مميزة لقسم فسيولوجي أكبر لنظام جبال الألب.
تقدم جبال قنطبرية مجموعة واسعة من مسارات المشي لمسافات طويلة، فضلاً عن العديد من طرق التسلق الصعبة. يمكن التزلج في منتجعات التزلج على الجليد في ألتو كامبو وفالغراندي باجاريس وفوينتيس دي إنفيرنو وسان إيسيدرو وليتاريجوس ومانزانيدا.

## انطر أيضًا
- بحر قنطبرية